# Лаборатория Поэтического Акционизма
Лаборатория Поэтического Акционизма — творческая группа, состоящая из поэтов, художников и философов, занимающаяся поиском новых форм репрезентации поэтического высказывания такими способами, как уличные акции прямого действия, видеопоэзия, интервенции в закрытие помещения, трансформации городской среды. Объединение ставит своей целью утверждение нового понимания поэзии, которое, по их мнению, реализуемо только в актах коллективного артистического действия.
В объединение на данный момент входят Павел Арсеньев и Роман Осминкин (ранее также входила Дина Гатина, в отдельных акциях участвуют приглашенные участники).
Лаборатория Поэтического Акционизма, совместно с альманахом Транслит, ежегодно проводит «Фестиваль поэзии на острове». В 2014 году фестиваль прошел в рамках публичной программы европейской биеннале современного искусства «Манифеста 10» под названием «Карта поэтических действий», поднимающая важный для «Лаборатории» вопрос разотчуждения повседневности через насыщение городского пространства поэзией

## Деятельность

### Фестиваль поэзии на Канонерском острове
- Эпизод первый | цистерны Описание / Фото и видео-отчет / Отчет Д. Суховей
- Эпизод второй | отмель Описание / Фото и видео-отчет
- Эпизод третий | канал Описание / Фото и видео-отчет
- Эпизод | Новая Голландия Описание / Фото и видео-отчет
- Эпизод | Карта Поэтических Действий Описание / Фото и видео-отчет

### Акции
- Религия — это стоматология (первая уличная акция), 2008
- Искусство — это экстремизм (трансформация городской среды), 2009
- Пункт 2 / Нелегал (перформанс на фестивале off-spaces),2009
- Поэма товарного фетишизма (интервенция в супермаркет), 2010
- Много буков (пространственная композиция в лесу), 2010[2]
- Пунктирная композиция (психогеографическое исследование городских поверхностей), 2011
- Жить долго, умереть молодым (распыление поэмы в городе), 2012

### Выставки
- 2009 — Subvision kunst festival, Гамбург.
- 2010 — «Артерия». «Открытое пространство», Зеленогорск.
- 2011 — «МедиаУдар», спецпроект IV Московской биеннале. «Artplay», Москва.
- 2012 — «Вы нас даже не представляете». «Artplay», Москва.
- 2012 — III Московская международная биеннале молодого искусства. Третьяковка на Крымском валу, Москва[3].
- 2013 — «Текстологии». Четверть, Санкт-Петербург, Красноярск.
- 2013 — «Жизнь как форма (Кочевая версия)». ЦТИ «Фабрика», Москва.
- 2013 — Фестиваль «Суberfest», Берлин.
- 2014 — «Тексты на улице/тексты в помещении», в рамках выставки «Квартирное искусство как домашнее сопротивление». Публичная программа Манифесты10, Санкт-Петербург.
- 2014 — «Disobidient objects». Victoria and Albert Museum, Лондон.
- 2015 — MEMBRANEN: literarische Performances in Bewegung. Büro für kulturelle Übersetzungen, Лейпциг.